# Dichapetalaceae
Dichapetalaceae – rodzina roślin okrytonasiennych z rzędu malpigiowców. Obejmuje 3 rodzaje liczące 165 gatunków, z czego 130 należy do rodzaju Dichapetalum. Rośliny te występują w tropikach Ameryki Środkowej i Południowej, Afryki i południowo-wschodniej Azji. Niektóre gatunki z rodzaju Dichapetalum wykorzystywane jako źródło silnie trujących toksyn.

## Morfologia
Drzewa, krzewy i liany. Liście skrętoległe, całobrzegie, opatrzone są przylistkami. Kwiaty zebrane są w ścieśnione wierzchotki wyrastające w kątach liści i często z szypułą kwiatostanu zrośniętą z ogonkiem liścia. Kwiaty są zwykle promieniste i obupłciowe (lekko grzbieciste występują w rodzaju Tapura, niektóre gatunki z rodzaju Stephanopodium mają kwiaty rozdzielnopłciowe). Działek kielicha i płatków korony jest po 5. Listki okwiatu są wolne lub zrośnięte, płatki korony są zwykle głęboko wcięte na wierzchołku. Pręciki występują w liczbie 3 lub 5. Górna zalążnia powstaje z 2 lub 3 owocolistków. Owocem jest suchy i mięsisty pestkowiec, często gęsto owłosiony.

## Systematyka
Rodzina była różnie klasyfikowana w przeszłości i w zależności od autora systemu umieszczana była w rzędach dławiszowców (Celastrales), różowców (Rosales) i wawrzynkowców (Thymelaeales). Dopiero badania molekularne ujawniły przynależność tej rodziny do rzędu malpigiowców (Malpighiales). Rodzina jest siostrzaną dla Trigoniaceae. Taką też pozycję rodzina ta zajmuje w systemie APG III z 2009 i według APweb.
Pozycja systematyczna według APweb (aktualizowany system APG IV z 2016)
|  | Putranjivaceae  |
|  |                 |
|  | Lophopyxidaceae |
|  |                 |

|  | Centroplacaceae                                                                               |
|  |                                                                                               |
|  | \| \| Malpighiaceae – malpigiowate \| \| \| \| \| \| Elatinaceae – nadwodnikowate \| \| \| \| |
|  |                                                                                               |
|  | Malpighiaceae – malpigiowate                                                                  |
|  |                                                                                               |
|  | Elatinaceae – nadwodnikowate                                                                  |
|  |                                                                                               |

|  | Malpighiaceae – malpigiowate |
|  |                              |
|  | Elatinaceae – nadwodnikowate |
|  |                              |

|  | Trigoniaceae    |
|  |                 |
|  | Dichapetalaceae |
|  |                 |

|  | Chrysobalanaceae – złotośliwowate |
|  |                                   |
|  | Euphroniaceae                     |
|  |                                   |

|  | Trigoniaceae    |
|  |                 |
|  | Dichapetalaceae |
|  |                 |

|  | Chrysobalanaceae – złotośliwowate |
|  |                                   |
|  | Euphroniaceae                     |
|  |                                   |

|  | Trigoniaceae    |
|  |                 |
|  | Dichapetalaceae |
|  |                 |

|  | Chrysobalanaceae – złotośliwowate |
|  |                                   |
|  | Euphroniaceae                     |
|  |                                   |

|  | Trigoniaceae    |
|  |                 |
|  | Dichapetalaceae |
|  |                 |

|  | Chrysobalanaceae – złotośliwowate |
|  |                                   |
|  | Euphroniaceae                     |
|  |                                   |

|  | Putranjivaceae  |
|  |                 |
|  | Lophopyxidaceae |
|  |                 |

|  | Centroplacaceae                                                                               |
|  |                                                                                               |
|  | \| \| Malpighiaceae – malpigiowate \| \| \| \| \| \| Elatinaceae – nadwodnikowate \| \| \| \| |
|  |                                                                                               |
|  | Malpighiaceae – malpigiowate                                                                  |
|  |                                                                                               |
|  | Elatinaceae – nadwodnikowate                                                                  |
|  |                                                                                               |

|  | Malpighiaceae – malpigiowate |
|  |                              |
|  | Elatinaceae – nadwodnikowate |
|  |                              |

|  | Trigoniaceae    |
|  |                 |
|  | Dichapetalaceae |
|  |                 |

|  | Chrysobalanaceae – złotośliwowate |
|  |                                   |
|  | Euphroniaceae                     |
|  |                                   |

|  | Trigoniaceae    |
|  |                 |
|  | Dichapetalaceae |
|  |                 |

|  | Chrysobalanaceae – złotośliwowate |
|  |                                   |
|  | Euphroniaceae                     |
|  |                                   |

|  | Trigoniaceae    |
|  |                 |
|  | Dichapetalaceae |
|  |                 |

|  | Chrysobalanaceae – złotośliwowate |
|  |                                   |
|  | Euphroniaceae                     |
|  |                                   |

|  | Trigoniaceae    |
|  |                 |
|  | Dichapetalaceae |
|  |                 |

|  | Chrysobalanaceae – złotośliwowate |
|  |                                   |
|  | Euphroniaceae                     |
|  |                                   |

Podział na rodzaje
- Dichapetalum Thouars
- Stephanopodium Poepp.
- Tapura Aubl.